# 居費爾峰
46°30′45″N 9°3′47.1″E / 46.51250°N 9.063083°E

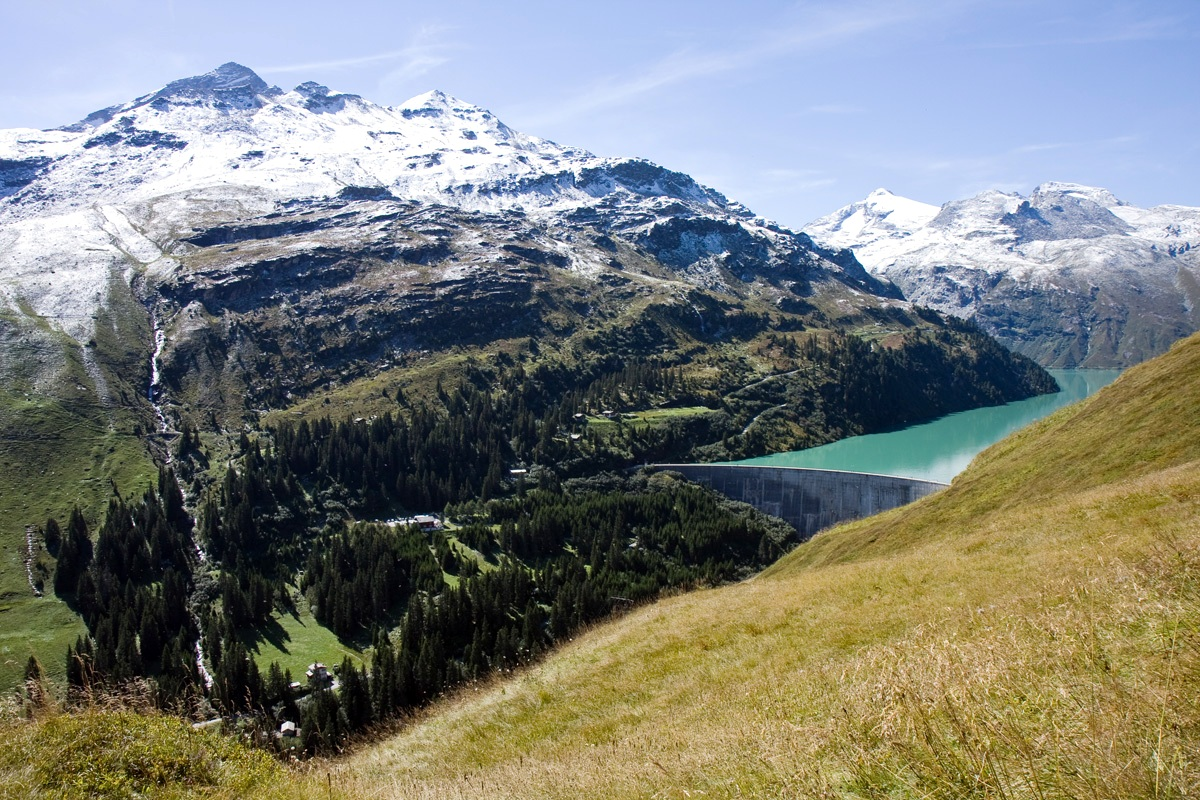

居費爾峰（Güferhorn），是瑞士的山峰，位於該國東南部，由格勞賓登州負責管轄，屬於勒蓬廷阿爾卑斯山脈的一部分，海拔高度3,379米，人類在1806年首次登頂。